# Cerhenice
Cerhenice là một chợ huyện thuộc huyện Kolín, vùng Středočeský, Cộng hòa Séc.